# Mass Romantic
Mass Romantic é o álbum de estreia da banda canadense de indie rock The New Pornographers, foi lançado em 21 de Novembro de 2000.

## Faixas
Todas as canções escritas por A.C. Newman, exceto as anotadas.
1. "Mass Romantic" (vocais: Neko Case e Newman) – 4:11
2. "The Fake Headlines" (vocal: Newman) – 2:45
3. "The Slow Descent into Alcoholism" (vocal: Newman) – 3:56
4. "Mystery Hours" (vocal: Newman) – 3:11
5. "Jackie" (vocais: Dan Bejar e Neko Case, escrita por Bejar) – 2:46
6. "Letter from an Occupant" (vocal: Neko Case, Newman) – 3:46
7. "To Wild Homes" (vocais: Newman, Neko Case e Dan Bejar) – 3:33
8. "The Body Says No" (vocal: Newman) – 3:56
9. "Execution Day" (vocais: Dan Bejar e Newman, escrita por Bejar) – 2:59
10. "Centre for Holy Wars" (vocal: Newman) – 3:06
11. "The Mary Martin Show" (vocal: Newman) – 3:19
12. "Breakin' the Law" (vocais: Newman e Dan Bejar, escrita por Bejar) – 3:27

- Faixas da Edição lançada no Japão:

1. "The End of Medicine"
2. "When I Was a Baby"

## Créditos
- Bill Anderson – fotografia
- Daniel Bejar – vocal, multi-instrumentos, korg sintetizador, órgão, wurlitzer
- David Carswell – produção
- Neko Case – vocal
- John Collins – baixo, produção, engenharia de som
- Kurt Dahle – bateria, vocal
- Carl Newman – vocal, korg (sintetizador), órgão, wurlitzer
- Shannon Oksanen – fotografia
- Fisher Rose – bateria
- Blaine Thurier – teclados